# Anfibologia
L'anfibologia (dal greco ἀμφίβολος, 'ambiguo'  e λόγος, 'discorso'), o anfibolia (ἀμφιβολία), è una frase o un'espressione contenente un'ambiguità sintattica o semantica e dunque interpretabile in modi diversi a seconda del modo di leggerla.

## Esempi
Un esempio di anfibologia è nell'enunciato "posso sollevare un uomo con una mano sola": la frase potrebbe significare sia che si può sollevare un uomo con l'utilizzo di una mano soltanto, sia che si può sollevare un uomo che possiede una sola mano.